# باتالغازي
باتالغازي هي بلدة وقضاء في محافظة ملطية التركية. العمدة هو صلاح الدين غوركان (حزب العدالة والتنمية).

## أعلام
- ميخائيل السرياني